# 뒤틀림 날개

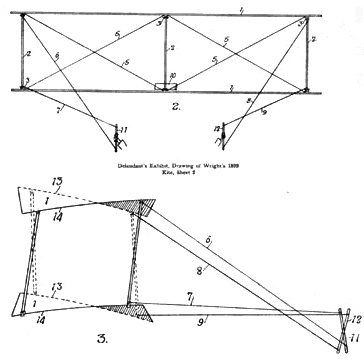
비행 중에 날개를 휘게 하는 데 사용되는 휴대용 막대에 부착된 날개 버팀대와 끈을 보여주는 라이트 형제의 1899년 연 다이어그램.

뒤틀림 날개 또는 윙 워핑(Wing warping)은 고정익 항공기의 측면(롤) 제어를 위한 초기 시스템이었다. 라이트 형제가 사용하고 특허를 받은 이 기술은 날개의 뒷부분을 반대 방향으로 비틀기 위한 도르래와 케이블 시스템으로 구성되었다. 여러 면에서 이 접근 방식은 종이비행기의 날개 뒤쪽에 있는 종이를 말아서 성능을 다듬는 데 사용되는 접근 방식과 유사하다.

## 가티 보기
- 보조 날개
- 엘러본

## 같이 보기
- 보조 날개
- 엘러본